# Хивинец (канонерская лодка)
«Хивинец» — канонерская лодка Балтийского флота.

## Проектирование и постройка
Мореходная канонерская лодка «Хивинец» заказана в рамках судостроительной программы на 1904—1914 годы, хотя постройка предполагалась программой 1898 года «для нужд Дальнего Востока». Специально спроектирована для стационерной службы в водах Средиземного моря и Персидского залива. За основу был взят проект канонерской лодки американского флота «Хелена» («Helena»), построенной в 1896 году.
Зачислена в списки судов Балтийского флота 24 сентября 1903 года, заложена 10 сентября 1904 года на эллинге Нового адмиралтейства в Санкт-Петербурге в присутствии Великого Князя Алексея Александровича одновременно с минным транспортом «Волга», спущена на воду 11 мая 1905 года, вступила в строй в июле 1906 года. Первый в отечественном флоте боевой корабль с системой охлаждения внутренних помещений.

## Заграничные плавания
После вступления в строй канлодка была отправлена на остров Крит в качестве судна-стационера. 23 сентября 1906 года она вышла из Кронштадта и 8 ноября прибыла в бухту Суда. В феврале 1907 года экипаж канонерской лодки оказывал помощь пассажирам терпящего бедствие у острова Элафонисси австрийского парохода «Кайзерин».
В июне 1912 года была сменена канонерской лодкой «Донец» и ушла на ремонт в Севастополь, получив разрешение турецкого правительства на проход Проливов. В Севастополе канлодка прошла капитальный ремонт корпуса и механизмов с заменой трубок в котлах и установкой кормовой мачты.
Ремонт закончился 17 октября 1912 года, после чего корабль возвратился в Суду. 27 января 1913 года лодка вышла из Греции и 25 апреля 1913 года прибыла в Кронштадт, где была зачислена в состав учебного отряда Морского корпуса.

## Первая мировая война

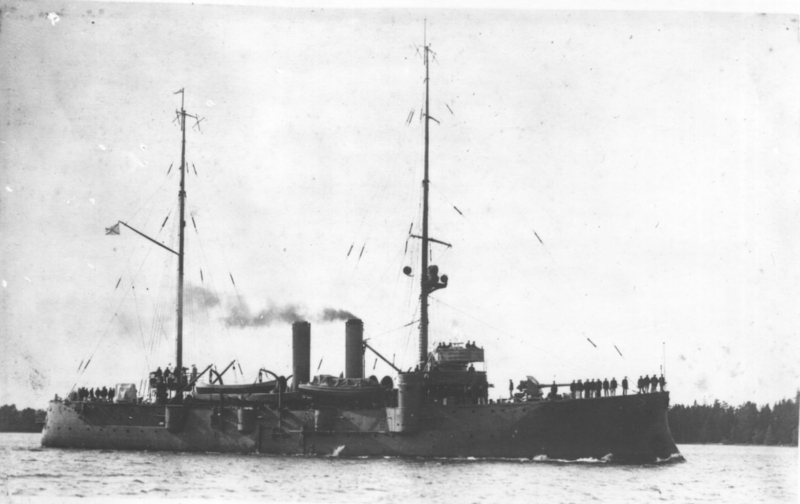
Канонерская лодка «Хивинец» после модернизации

В начале Первой мировой войны «Хивинец» вошёл в состав отряда обороны Або-Оланской шхерной позиции. В 1915—1916 годах канлодка прошла ремонт и была довооружена: на неё установили два 120-мм орудия, снятых с потопленной канонерской лодки «Кореец II» и зенитные орудия. После ремонта «Хивинец» вновь вошёл в состав Шхерного отряда. Затем он был переведён в Рижский залив.
30 сентября 1917 года «Храбрый» и «Хивинец», стоявшие в Аренсбурге, получили приказ перейти на Кассарский плес, где находились суда немцев. 2 октября, после начала немецкой операции «Альбион», «Хивинец» совместно с канонерской лодкой «Храбрый» и эскадренными миноносцами, участвовал в бою с немецкими эсминцами и заставил их отойти. На «Хивинце» перед самым началом немецкой операции не было ни командира, ни старшего офицера, и в командование канлодкой вступил совсем молодой лейтенант Афанасьев. Приняв участие в ещё нескольких скоротечных столкновениях, канонерская лодка покинула Рижский залив вместе с другими русскими кораблями.
26 октября 1917 года канлодка вошла в состав Красного Балтийского флота и с апреля 1918 года числилась в Отряде охраны восточной и средней части Невы, где занимала позицию у моста через реку. В 1919 году «Хивинец» был разоружен и сдан в Кронштадтский военный порт на хранение.
В 1922 году восстановлена на Невском заводе и зачислена в учебный отряд Морских сил Балтийского моря. С июня 1928 года использовалась как самоходная база кораблей Балтийского флота. В июне 1944 года исключена из списков флота и в 1948 году сдана на слом.

## Галерея

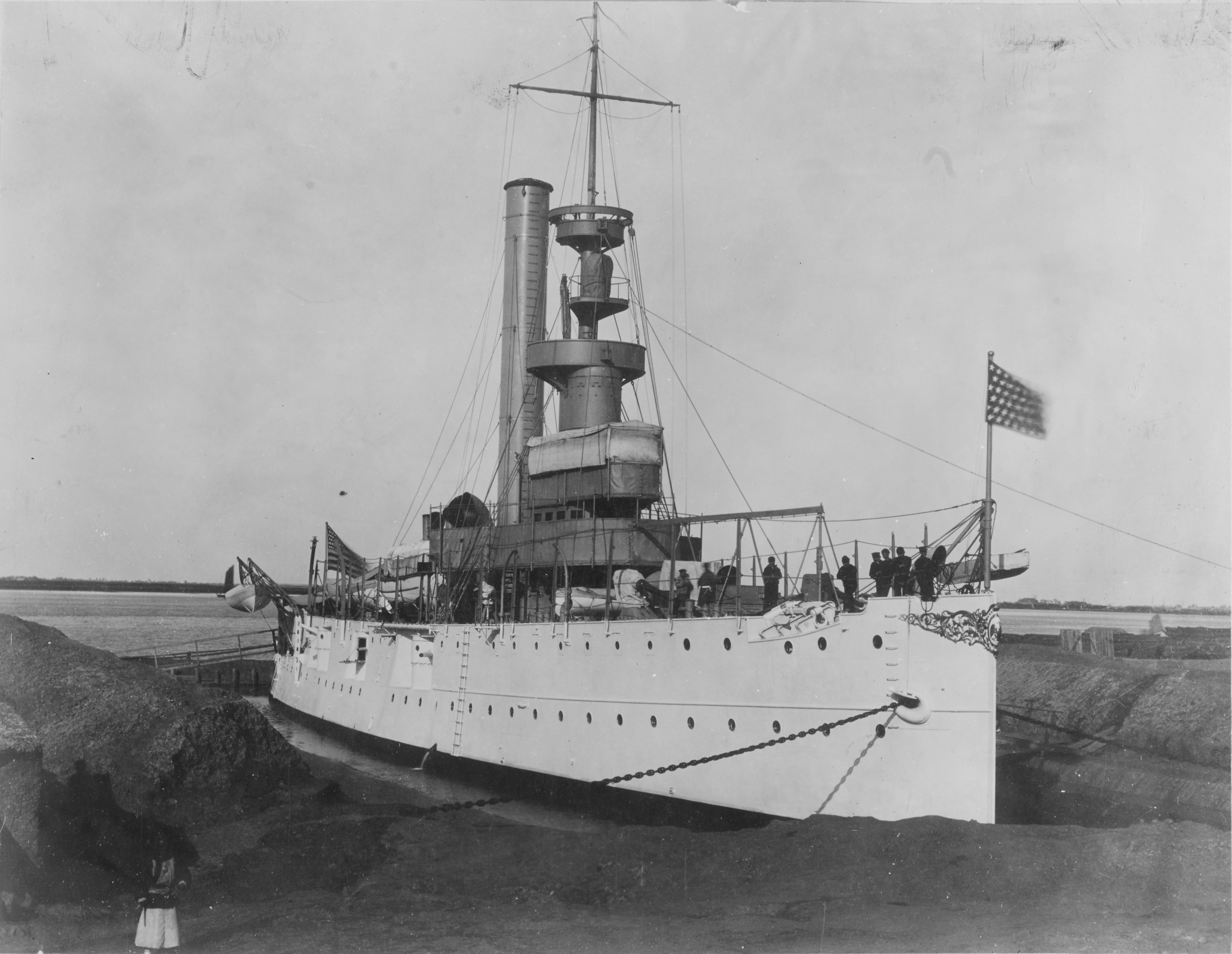
Канонерская лодка «Хелена»
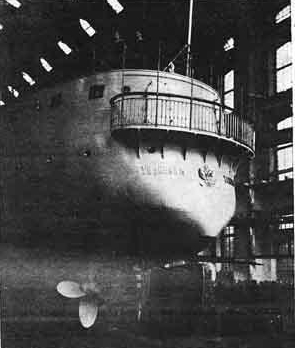
Канонерская лодка «Хивинец» перед спуском на воду
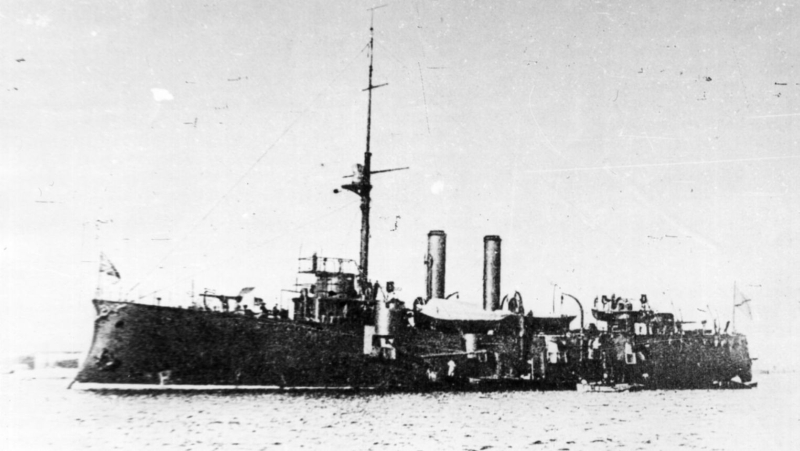
Канонерская лодка «Хивинец» до модернизации
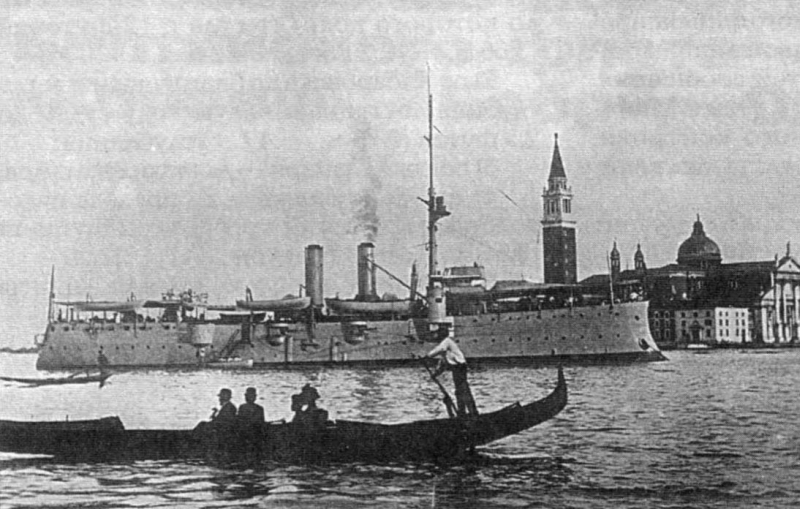
Канонерская лодка «Хивинец» в Венеции, 13 июля 1911 года